# Маро, Жан
Жан Маро (фр. Jean Marot; 1619, Париж — 15 или 16 декабря 1679, Париж) — французский архитектор, рисовальщик-орнаменталист и гравёр в технике офорта, декоратор интерьеров. Представитель «большого стиля» эпохи Людовика XIV, соединившего элементы классицизма и барокко. Родоначальник большой семьи потомственных архитекторов-декораторов, рисовальщиков и гравёров. Его сын и ученик — Даниэль Маро Старший.

## Жизнь и творчество
О ранних годах обучения и творчества мастера сведений не сохранилось. Известно, что он учился и работал в мастерской знаменитого мастера-мебельщика Андре-Шарля Буля и был автором сборников гравюр «Французская архитектура» в 2-х томах, более известных под названиями «Большой Маро» (Le Grand Marot) и «Малый Маро» (Le Petit Marot).
Жан Маро — архитектор отелей Мортмар и де Монсо в Париже, фасада церкви фельянок в предместье Сен-Жак, планы которого Франсуа Блондель собрал в своей «Французской архитектуре» (Cours d’Architecture, тома 1-5, Париж 1675—1683), оформления апартаментов мадам де Монтеспан и мадам де ла Вальер в замке Сен-Жермен-ан-Ле, фасаде отеля де Пюссор и замке Лаварден (Ле-Ман).
Жан Маро — автор нескольких проектов, которые так и не были реализованы. Он представил проект главного фасада Лувра, замка курфюрста в Мангейме и бань в Мезоне: эти проекты были опубликованы в сборнике «Большой Маро».

## Галерея

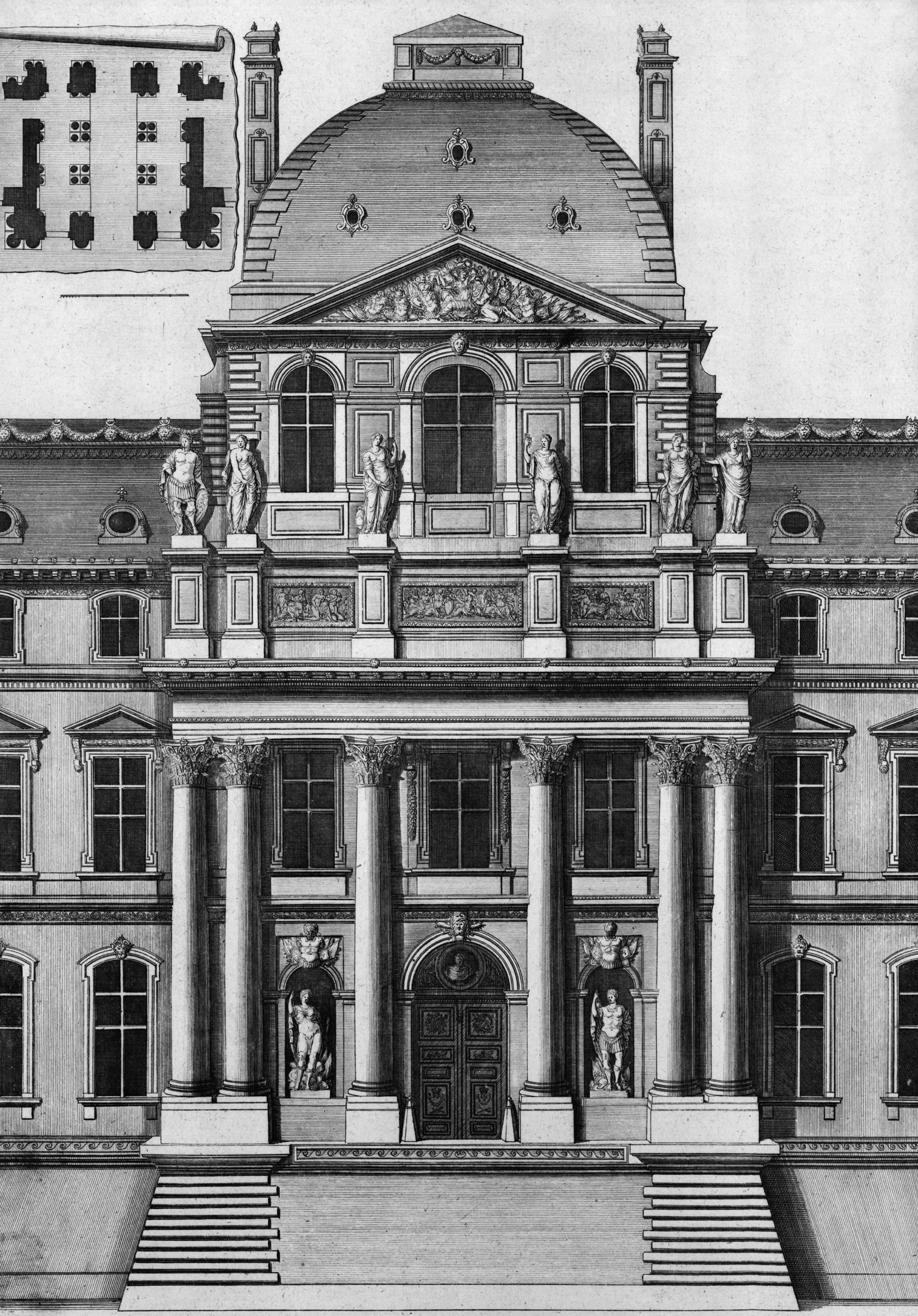
Проект фасада Луврского дворца. Из альбома «Большой Маро». Офорт
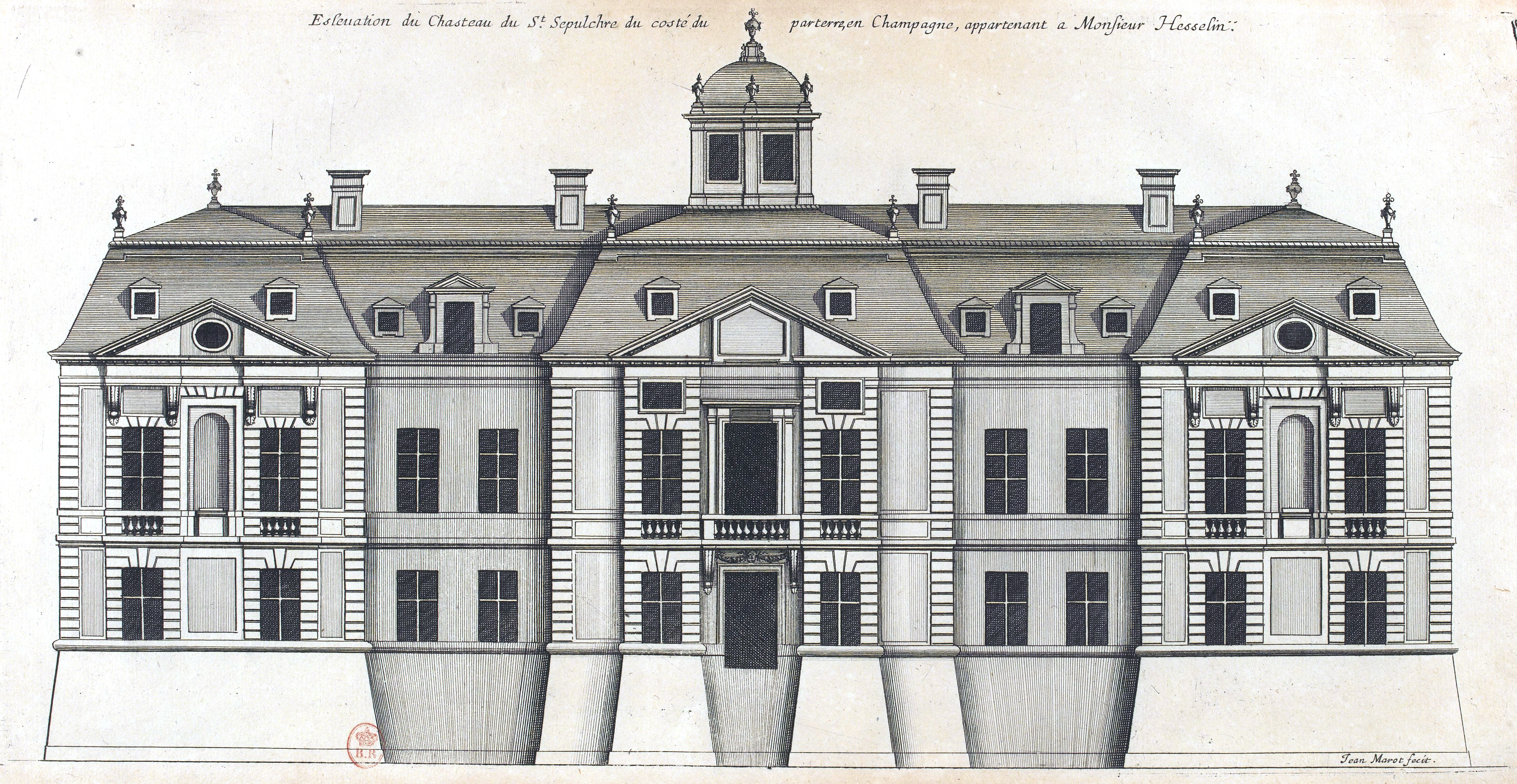
Замок Вилласерф. Офорт
Перспективный вид грота с садами, придуманными Ж. Маро. Офорт
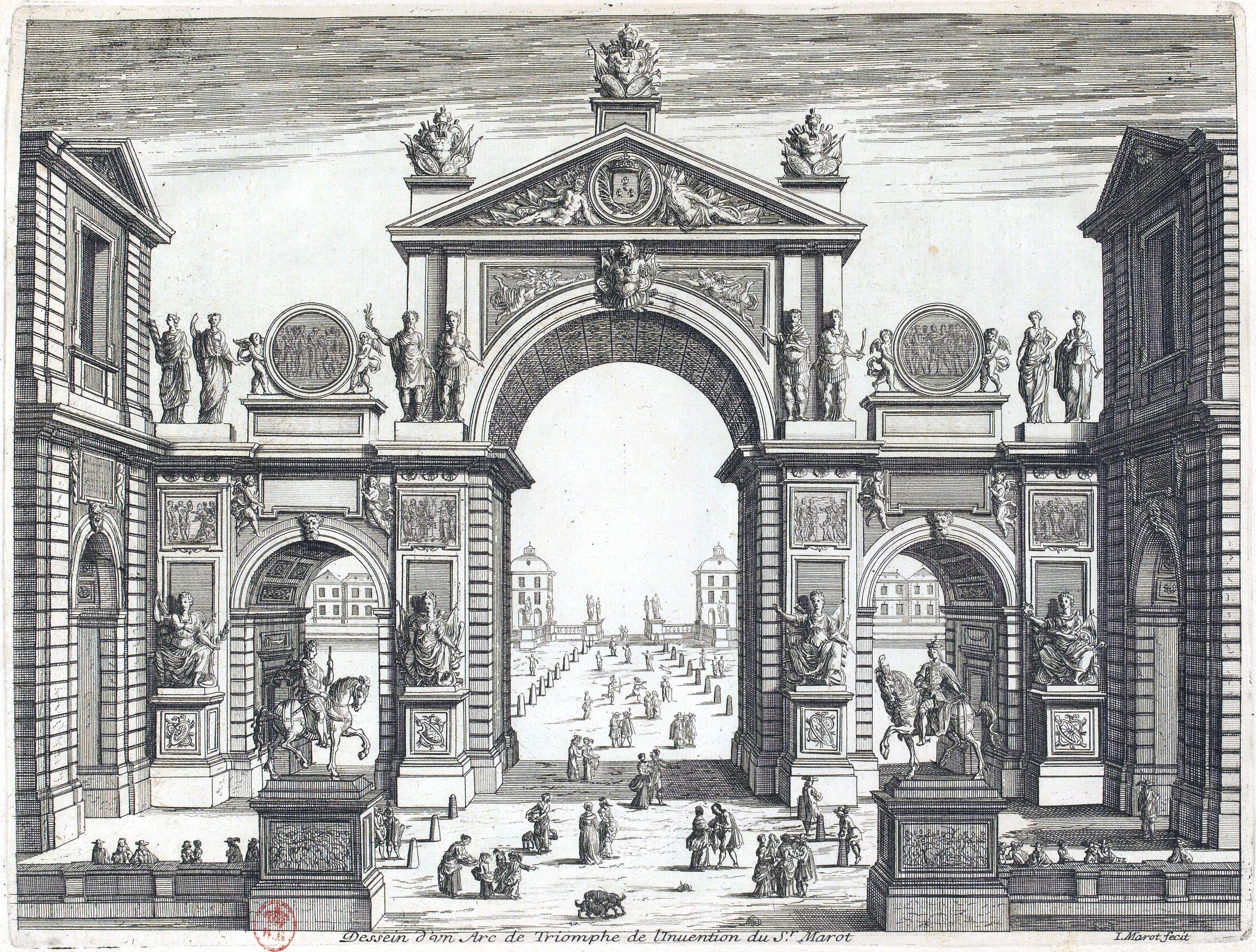
Проект Триумфальной арки по изобретению сеньора Маро. 1686. Офорт
Триумфальная арка по проекту Маро. Офорт
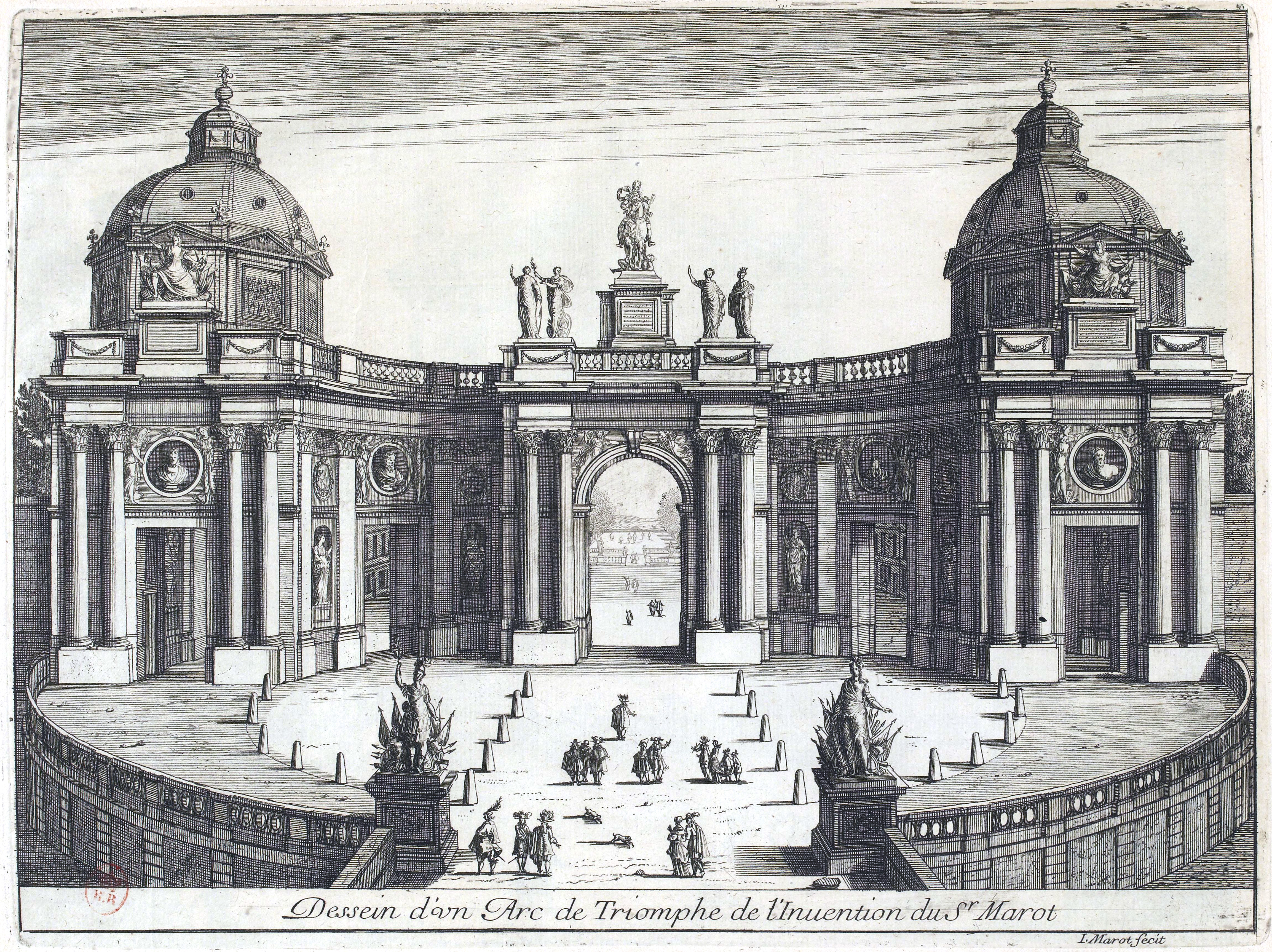
Триумфальная арка. 1686. Офорт